# Tino di Camaino

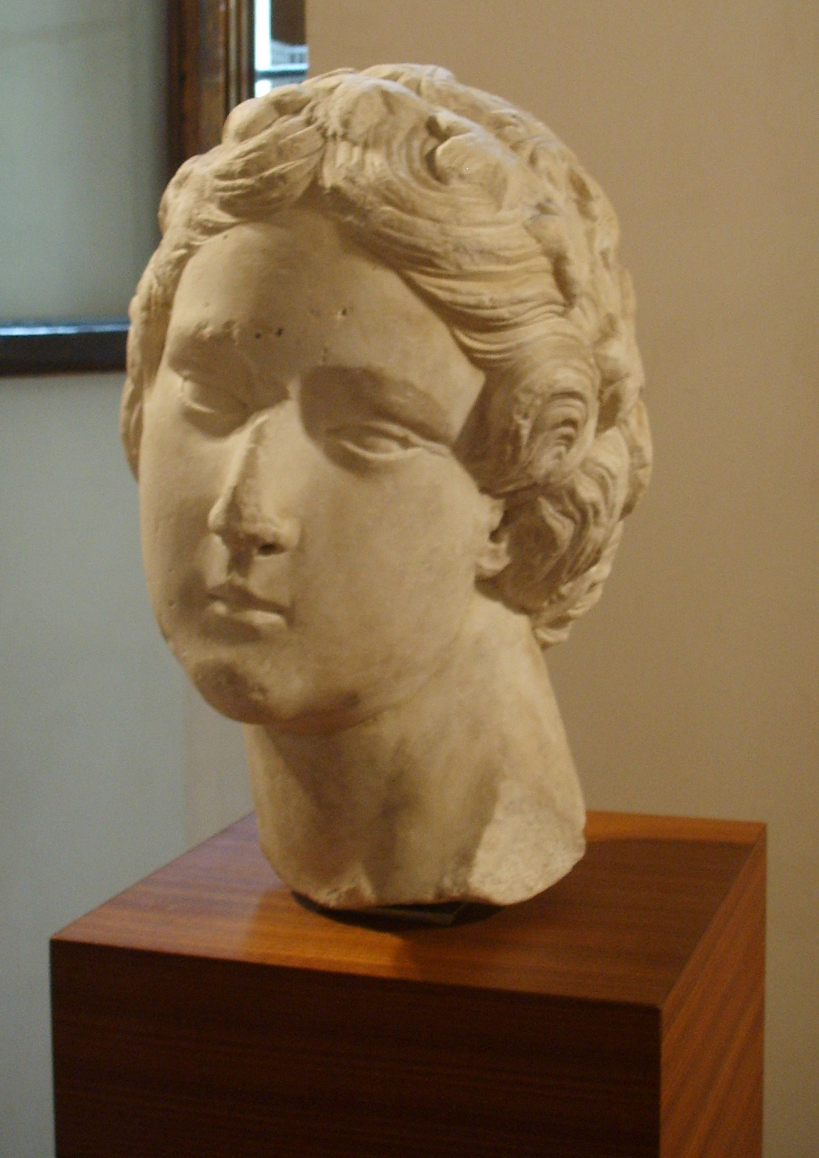
Representación de La Virtud, proveniente de la fachada de Santa Maria del Fiore, en el Museo dell'Opera del Duomo (Florencia).

Tino di Camaino (Siena,  1280 - Nápoles, 1337) fue un escultor de Siena gótico.

## Biografía
Hijo de Camaino di Crescenzio di Diotisalvi, fue alumno de Giovanni Pisano, al que ayudó en la construcción de la fachada de la Catedral de Siena.
Siguió con su maestro en Pisa, donde fue nombrado maestro albañil en la obra de la realización de la catedral en 1311. En este período realizó la tumba de Arrigo VII (1315).
En Siena, donde regresó desde 1315 hasta 1320, hizo el sepulcro del cardenal Petroni (1317), y el célebre  monumento del obispo Orso que realizó para la catedral de Florencia después de 1321.
Otros trabajos destacados de su periodo florentino son una Virgen en el Museo Nacional del Bargello y la Caridad en el Museo Bardini, además de otro monumento funerario para Gastone de a Tour conservado en el museo de la Basílica de la Santa Cruz.
En 1323 se trasladó a Nápoles al servicio de Roberto de Anjou, donde realizó numerosos monumentos funerarios: en 1323, el de Catalina de Habsburgo, reina de Polonia en San Lorenzo Maggiore, en torno a 1325, la de la reina María de Hungría en Santa María Donnaregina. En la iglesia de Santa Clara en los últimos años de su vida, ejecutó la tumba de Carlos de Calabria y María de Valois.